# Гребінка (Червенський район)
Гребінка (біл. вёска Грабёнка) — село в складі Червенського району Мінської області, Білорусь. Село підпорядковане Валевачівській сільській раді, розташоване в центральній частині області.